# Last Friday Night (T.G.I.F.)
«Last Friday Night (T.G.I.F.)» — песня в стиле поп-рок, исполненная американской певицей и автором Кэти Перри. Песня написана самой Перри вместе с Dr. Luke, Max Martin, Bonnie McKee. Релиз песни состоялся 6 июня 2011 года, видеоклип вышел 14 июня. Песня достигла 1 позиции в Billboard Hot 100 и 1 позиции в Canadian Hot 100 в августе 2011. Также в поддержку сингла была выпущена альтернативная версия песни с участием Мисси Эллиотт.
Сокращение «T.G.I.F.» означает «Thank God It’s Friday» (Слава Богу — пятница).
В музыкальном видео на песню «Last Friday Night (T.G.I.F.)» снялся ряд знаменитостей: Ребекка Блэк (прославившаяся в марте 2011 с песней «Friday» и ставшим вирусным видеоклипом к ней), Кори Фельдман, Дебби Гибсон, Кенни Джи, группа Hanson, Кевин Макхейл и Даррен Крисс (известный по телесериалу «Хор»).

## Обложка
Для оформления обложки «Last Friday Night (T.G.I.F.)» были использованы сцены из музыкального видео, показывающего Кэти до и после преображения. Изображение оформлено «неоновыми» цветами в стиле 80-х.

## Реакция критики
Песня получила в основном положительныe отзывы. Рецензент сайта Allmusic отнёс её к лучшим композициям альбома, и сказал что Перри «салютирует певице Kesha на 'Last Friday Night (T.G.I.F.)'». Now Magazine написал, что «Певица недавно сказала, что 'Last Friday Night (T.G.I.F.)' является её собственной версией 'I Gotta Feeling'. Со словами о фотографиях, попавших в сеть после развратного вечера, эта композиция напоминает о Леди Гага, певшей о потерянных ключах и телефоне в „Just Dance.“ Песня сохраняет равновесие между сексусальной привлекательностью Кэти и её тупым, скромным очарованием». Песня заняла 1 место в списке Billboard "Потенциальные хиты 2011 года". Кстати, песня стала первой из списка, которая достигла коммерческого успеха.

## Коммерческое выступление
Песня возвращается в Billboard Hot 100 с 67 строчки, однако 10 августа смогла подняться на 2 строчку чарта. 10 августа продажи песни превысили 1,881,000 копий. Песня стала пятым чарттоппером в Billboard Mainstream Top 40 с альбома Teenage Dream. Благодаря этому факту, альбом был признан единственным, чьи 5 песен достигли вершины этого чарта.
В Канаде песня достигла первой строчки 3 августа 2011, став шестым хитом Перри #1. В Великобритании песня достигла пика под номером 9.
18 августа 2011 года «Last Friday Night (T.G.I.F.)» стала пятым синглом с альбома, которому удалось возглавить Billboard Hot 100. До этого момента единственным альбомом с таким же достижением был Bad Майкла Джексона.

## Список композиций
- Промо CD сингл[5]

1. «Last Friday Night (T.G.I.F.)» (альбомная версия) — 3:52
2. «Last Friday Night (T.G.I.F.)» (инструментал) — 3:48

- Промо CD сингл — ремиксы[5]

1. «Last Friday Night (T.G.I.F.)» (Sidney Samson Dub) — 6:04
2. «Last Friday Night (T.G.I.F.)» (Sidney Samson Club Mix) — 6:19
3. «Last Friday Night (T.G.I.F.)» (Sidney Samson Extended Edit) — 4:12

- Цифровая дистрибуция — ремикс[6]

1. «Last Friday Night (T.G.I.F.)» (при участии Мисси Эллиотт) — 3:58

## Чарты и сертификации
| Чарт (2011)                        | Наивысшее место |
| ---------------------------------- | --------------- |
| Австралия (ARIA)                   | 5               |
| Австрия (Ö3 Austria Top 40)        | 7               |
| Бельгия/Фландрия (Ultratop 50)     | 22              |
| Бельгия/Валлония (Ultratop 50)     | 25              |
| Canadian Hot 100                   | 1               |
| Чехия (Rádio — Top 100)            | 7               |
| Дания (Tracklisten)                | 34              |
| Франция (SNEP)                     | 22              |
| Германия (GfK)                     | 15              |
| Германский радиочарт               | 1               |
| Венгрия (Rádiós Top 40)            | 5               |
| Ирландия (IRMA)                    | 2               |
| FIMI                               | 11              |
| Нидерланды (Dutch Top 40)          | 7               |
| Новая Зеландия (Recorded Music NZ) | 4               |
| Romanian Top 100                   | 56              |
| Шотландия (OCC Scotland)           | 7               |
| Словакия (Rádio — Top 100)         | 5               |
| Швеция (Sverigetopplistan)         | 36              |
| Швейцария (Schweizer Hitparade)    | 20              |
| Великобритания (OCC UK Singles)    | 9               |
| Billboard Hot 100                  | 1               |
| Adult Contemporary (Billboard)     | 29              |
| Adult Pop Songs (Billboard)        | 2               |
| Hot Dance Club Songs (Billboard)   | 1               |
| Latin Songs (Billboard)            | 43              |
| Latin Pop Songs Billboard)         | 39              |
| Pop Songs (Billboard)              | 1               |

| Страна         | Источник | Сертификация  |
| -------------- | -------- | ------------- |
| Австралия      | ARIA     | 2× Платиновый |
| Новая Зеландия | RIANZ    | Платиновый    |
| Великобритания | BPI      | Серебряный    |

## История радио и физического релизa
| Страна | Дата              | Формат                                                     | Лейбл           |
| ------ | ----------------- | ---------------------------------------------------------- | --------------- |
| США    | 6 июня 2011 года  | Радиостанции, придерживающиеся формата Mainstream/Rhythmic | Capitol Records |
| США    | 27 июня 2011 года | Радиостанции, придерживающиеся формата Hot/Modern/AC       | Capitol Records |
| США    | 8 августа 2011    | Цифровая дистрибуция — ремикс                              | Capitol Records |

## Участники записи
- Кэти Перри - автор песни , вокал
- Dr. Luke - автор песни, продюсер, ударные, клавишные, музыкальное программирование
- Макс Мартин - автор песни, продюсер, ударные, клавишные, музыкальное программирование
- Бонни Макки - автор песни
- Эмили Райт - звукорежиссёр
- Сэм Холланд - звукорежиссёр
- Такер Бодин - помощник звукорежиссёра
- Татьяна Готвальд - помощник звукорежиссёра
- Serban Ghenea - микширование
- Джон Ханес - микс-звукорежиссёр
- Тим Робертс - помощник микс-звукорежиссёра
- Ленни Пикетт - саксофон

## Награды
| Год  | Название               | Номинация                 | Результат |
| ---- | ---------------------- | ------------------------- | --------- |
| 2011 | MTV Video Music Awards | Лучшее поп-видео          | Номинация |
| 2012 | People's Choice Awards | Любимое музыкальное видео | Победа    |

7 сентября 2011 года телеканал VH1 признал песню "Last Friday Night (T.G.I.F.)" главной песней лета 2011 года, основываясь на статистике продаж, прослушиваний и просмотров музыкальных композиций и клипов в чартах Billboard, iTunes, Last.fm, YouTube и VH1 за 14 недель..